# Amphoe Chanae
Amphoe Chanae (thailändisch อำเภอจะแนะ) ist ein Landkreis (Amphoe – Verwaltungs-Distrikt) im Süden der  Provinz Narathiwat. Die Provinz Narathiwat liegt im Südosten der Südregion von Thailand an der Landesgrenze nach Malaysia.

## Etymologie
Chanae ist der malaiische Name einer lokalen Art der Colocasia.

## Geographie
Benachbarte Landkreise und Gebiete sind (von Westen im Uhrzeigersinn): die Amphoe Betong und Than To der Provinz Yala, die Amphoe Sisakhon, Ra-ngae und Sukhirin der Provinz Narathiwat sowie der Staat Kelantan von Malaysia.

## Geschichte
Chanae wurde am 15. Juli 1983 zunächst als Unterbezirk (King Amphoe) eingerichtet, indem die Tambon Dusongyo und Chanae vom Amphoe Ra-ngae abgetrennt wurden.
Am 1. Januar 1988 bekam Chanae offiziell den vollen Amphoe-Status.

## Verwaltung

### Provinzverwaltung
Amphoe Chanae ist in vier Unterbezirke (Tambon) eingeteilt, welche weiter in 29 Dorfgemeinschaften (Muban) unterteilt sind.
| Nr. | Name         | Thai    | Dörfer | Einw.  |
| --- | ------------ | ------- | ------ | ------ |
| 1.  | Chanae       | จะแนะ   | 10     | 12.932 |
| 2.  | Dusongyo     | ดุซงญอ   | 08     | 09.532 |
| 3.  | Phadung Mat  | ผดุงมาตร | 06     | 06.159 |
| 4.  | Chang Phueak | ช้างเผือก | 05     | 07.040 |

### Lokalverwaltung
Jeder der vier Tambon wird von einer „Tambon-Verwaltungsorganisation“ (TAO, องค์การบริหารส่วนตำบล) verwaltet.